# 圖爾蒂特蘭
圖爾蒂特蘭是墨西哥的城市，由墨西哥州負責管轄，海拔高度2,252米，該地區自公元前15000年左右有人類居住，主要經濟活動有貿易業和服務業，2010年人口521,144。

## 外部連結
- Ayuntamiento de Tultitlán （页面存档备份，存于） Official website